# Lego Batman 2: DC Super Heroes
Lego Batman 2: DC Super Heroes es un videojuego de Lego y DC comics estrenado en junio de 2012, y es la secuela de Lego Batman: El Videojuego (2008). Fue desarrollado por Traveller's Tales y comercializado por Warner Bros. Interactive Entertainment. Hay versiones para PlayStation 3, PlayStation Vita, Nintendo 3DS, Wii, Nintendo DS, Xbox 360, y Microsoft Windows. Una gran variedad de personajes de DC Comics dentro y fuera de la continuidad de Batman serán personajes jugables. Lego Batman 2: DC Super Heroes también cuenta con diálogo, el segundo juego Lego de Traveller's Tales en hacerlo.

## Trama
```
Brainiac captura a seis miembros de los siete Cuerpos de Linternas del "Espectro Emocional", y se dirige a la Tierra para secuestrar al último: Hal Jordan , el Linterna Verde . En Ciudad Gótica , Batman y Robin persiguen a Killer Croc , quien ha robado un mapa del sistema de alcantarillado debajo del Salón de la Justicia, pero escapa y se reúne con sus cómplices: el Guasón , Cheetah , Firefly y Solomon Grundy . Mientras tanto, Cyborg completa el "Teletransportador de Slideways" que une el Salón de la Justicia con la Atalaya de la Liga de la Justicia y envía a Linterna Verde a través de él para encontrarse con Martian Manhunter como prueba, dejando el portal abierto.
```

Mientras observa la nave espacial de Brainiac acercándose desde la Baticueva , Batman se expone a sus rayos de control mental y se vuelve loco, hasta que Robin lo saca del trance con un discurso sincero; sin embargo, Batman está convencido de que fue despertado del trance por el sistema de defensa del Batimóvil , que lo había electrocutado. Mientras tanto, los villanos usan el mapa robado para infiltrarse en el Salón de la Justicia sin ser detectados, donde se encuentran con su benefactor, Lex Luthor , quien se hizo pasar por Hawkman para obtener acceso. Luego, el grupo viaja a la Atalaya a través del Teletransportador Slideways, con la intención de usar su cañón de fusión para mantener a la Tierra a cambio de un rescate hasta que Luthor sea elegido "Presidente de la Tierra", pero sin saberlo activa la alarma de la Atalaya. Martian Manhunter informa a la Liga de la Justicia (sin Green Lantern, que fue capturado mientras investigaba la nave de Brainiac) y juntos derrotan a los villanos. Sin embargo, Brainiac llega y revela sus intenciones al grupo: encoger la Tierra con su rayo, impulsado por las energías combinadas de los anillos de poder del Lantern Corps , y agregarla a su colección de planetas en miniatura.
Mientras Superman vuela al espacio para evitar que el rayo reductor llegue a la Tierra, los héroes restantes forman una alianza incómoda con los villanos (que quieren salvar la Tierra para poder conquistarla después) y se infiltran en la nave de Brainiac juntos, solo para ser capturados. Robin, que está protegido de los rayos de control mental de Brainiac por el casco del Doctor Fate , libera a los demás, mientras Superman se abre paso a través del rayo reductor y entra en la nave, dañando la computadora principal y haciendo que los Lanterns sean teletransportados de regreso a sus planetas de origen. Al considerar que su nave está condenada, Brainiac escapa en una nave espacial más pequeña a la Tierra (que solo se ha encogido parcialmente), y Batman, Superman y Wonder Woman lo persiguen. Después de encoger París , Londres y Pisa , Brainiac ataca Gotham, pero es derrotado por los esfuerzos combinados de los héroes y villanos, y atrapado dentro de su propia nave.
Para restaurar la Tierra a su tamaño original, Superman sugiere recrear el rayo reductor usando los cristales en la Fortaleza de la Soledad , fragmentos del rayo destruido que recuperó Robin y la energía del anillo de poder de cada Linterna. Mientras Superman va tras los cristales y la mayoría de los villanos son encerrados, los otros héroes y Solomon Grundy se dividen en dos grupos para reclutar a Star Sapphire , Indigo-1 y Saint Walker para ayudar, y enfrentar a Atrocitus , Larfleeze y Sinestro para provocarlos para que los sigan a la Tierra. Durante una batalla entre los Linternas de emociones positivas y negativas en la Fortaleza, los héroes logran cosechar las energías combinadas de sus anillos y las usan para alimentar su réplica del rayo reductor, usándolo para restaurar la Tierra a su tamaño original; como efecto secundario, los Linternas son enviados de regreso a sus mundos de origen una vez más. Mientras tanto, Brainiac escapa y recupera el control de su nave, usándola para controlar mentalmente a Superman, quien había crecido hasta alcanzar proporciones gigantescas como resultado de sostener el rayo reductor durante su activación. Después de que todos los intentos de liberar a Superman del control de Brainiac fallan, Batman se da cuenta de que fue el discurso de Robin lo que lo ayudó a recuperarse de su trance cuando fue expuesto a los mismos rayos de control mental, y sostiene un discurso similar. Al despertar del trance, Superman destruye la nave de Brainiac, encogiéndose de nuevo a proporciones normales y esta última a un tamaño minúsculo en el proceso.
Más tarde, la Liga de la Justicia restaura todas las ciudades reducidas que Brainiac recolectó a sus ubicaciones originales y captura a la Legión de la Perdición, que escapó y tomó el control de la Casa Blanca mientras los héroes estaban distraídos por el ataque de Brainiac. Luthor y el Guasón están encarcelados en la misma celda que el Brainiac encogido, pero accidentalmente rompen la botella en la que estaba retenido, lo que hace que Brainiac regrese a sus proporciones normales.
En las escenas intermedias y posteriores a los créditos , Sinestro jura vengarse de la Liga de la Justicia, solo para chocar con el jet invisible de la Mujer Maravilla ; un nuevo grupo de héroes llega a la Atalaya a través del Teletransportador Slideways; y Hawkman, quien fue encerrado en una jaula debajo del Salón de la Justicia por Luthor, intenta escapar sin éxito.

## Reparto
- Laura Bailey - Harley Quinn, Hiedra Venenosa, Wonder Woman
- Troy Baker - Batman, Dos Caras, Siniestro, Brainiac, Hombre Halcón
- Joseph Balderrama - Polilla Asesina, Capitán Marvel
- Brian Bloom - Aquaman, Cyborg
- Steven Blum - Ra's al Ghul, El Pingüino, Bane, Alfred Pennyworth
- Clancy Brown - Lex Luthor
- Cam Clarke - Linterna Verde, Detective Marciano, Nightwing
- Townsend Coleman - Sr. Frío, Sombrero Loco, Comisario Gordon, General Zod
- Bridget Hoffman - Lois Lane, Supergirl
- Nolan North - Espantapájaros, Capitán Boomerang, Silencio
- Rob Paulsen - El Acertijo
- Charlie Schlatter - Robin, Flash, Damian Wayne
- Christopher Corey Smith - El Guasón
- Fred Tatasciore - Cara de Barro, Cocodrilo Asesino, Man-Bat, Black Manta, Black Adam
- Anna Vocino - Vicki Vale, Katana
- Katherine Von Till - Gatúbeka
- Kari Wahlgren - Mujer Halcón, Huntress, Batgirl, Canario Negro, Zatanna
- Travis Willingham - Superman, Bizarro, Gorilla Grodd

## Personajes

### Superhéroes
- Batman: Sigue utilizando sus batarangs y su gancho. También regresan sus trajes, pero con habilidades diferentes, como el Traje de Potencia, el Traje de Electricidad, el Traje Sensor, y el Traje Murciélago. Ahora viste un traje negro y es uno de los tres protagonistas del juego. Aparece como Bruce Wayne.
- Robin: Sigue utilizando sus batarangs y su gancho. También regresan sus trajes, pero con habilidades diferentes, como el Traje Acróbata, el Traje Anti-tóxico, el Traje de Hielo, y el Traje Magnético. Ahora viste un traje rojo y negro, es uno de los tres protagonistas del juego. Aparece como Dick Grayson y Nightwing.
- Superman: Es invencible, puede volar, posee superfuerza, un aliento congelante, y visión calorífica. Él también está disponible como Clark Kent, quien posee todos sus superpoderes, con la excepción de volar.
- Mujer Maravilla: Posee superfuerza, es invencible, tiene una tiara boomerang, puede volar, y también puede usar su Lazo de la Verdad para jalar mecanismos y atacar a sus enemigos. También aparece su jet invisible en el juego como un vehículo desbloqueable.
- Linterna Verde: Es capaz de volar, usar su linterna para atacar a sus enemigos y es el único personaje que puede construir los objetos LEGO verdes
- Flash: Es capaz de correr a través de objetos y destruirlos. Sus golpes son más rápidos que los de los otros personajes. También es el único personaje capaz de reconstruir piezas LEGO destruidas, y esta habilidad es útil para activar terminales remotas.
- Aquaman: Es capaz de nadar y respirar en el agua, porta un tridente que le permite rociar chorros de agua inagotables.
- Cyborg: Es magnético y puede disparar rayos láser desde su ojo artificial.
- Detective Marciano: Puede volar, posee visión marciana, superfuerza, y es invencible. Puede ser desbloqueado después de que el jugador obtiene 175 ladrillos dorados y construye una puerta dorada.
- Canario Negro: Es la única mujer capaz de usar un grito sónico para destruir objetos legos de cristal.
- Chica Halcón: Puede atacar a sus enemigos con su martillo y volar, su apariencia es la del cómic. Es vista en la pantalla de la Liga de la Justicia.
- Hombre Halcón: Sus habilidades son las mismas que la de Chica Halcón.

### Supervillanos
- Joker: Es el archienemigo de Batman, su apariencia es muy diferente a la del juego anterior, une fuerzas con Lex Luthor para destruir a Batman, a Robin y a Superman. Es uno de los 2 Antagonistas Principales.
- Lex Luthor: Es el archienemigo de Superman, une fuerzas con El Joker . Usa un arma hecha con Kriptonita que hace que cualquier Cosa de Lego Negra quede en solo bloques. Es uno de los 2 Antagonistas Principales.
- Dos Caras: Su cabello es igual al del juego anterior, el ojo en el lado deforme de su cara solo es blanco,y su traje es igual al del juego anterior solo que sus colores cambian de negro y blanco a morado y naranja.
- El Espantapájaros: Es igual al del juego anterior. Solo que usa un Gas que lo vuelve gigante e inmortal. Está recluido en Arkham y el jugador se enfrenta con él en Misión en Arkham
- Gatúbela: Su apariencia es igual a la del juego anterior con la excepción de que tiene pintado los labios de color violeta.
- Bane: su apariencia no cambia mucho a la del juego anterior, aquí no usa guantes y tiene una línea en medio de la boquilla que está en su máscara.
- Bill Arnold: Evil Enemy of Superman & been to be bad!
- Hiedra Venenosa: su apariencia cambia mucho, su peinado no es lacio, usa un vestido de plantas y hojas a diferencia del otro juego donde usaba uno solo de hojas, no rocía gas venenoso sino usa una planta pequeña como látigo.
- El Acertijo: Su traje es básicamente igual al anterior solo que su símbolo es de color negro, su cinturón tiene un signo de interrogación y en este juego usa un sombrero gris con el mismo signo.
- Killer Croc: Su apariencia es igual a la de la Precuela solo que su Jean está roto por abajo. Hace cameo en Misión en Arkham donde se le debe dar un Pavo Asado para que deje pasar a Robin.
- Sr. Frío: Su apariencia es igual a la del juego anterior aunque congela (como otros) de manera diferente que la del juego anterior. Hace cameo en Misión en Arkham donde sale golpeando su Celda. Se le puede congelar su Catarata.
- Brainiac: Él fue el que dejó una pista a un posible videojuego futuro y dejando el Final Abierto de Lego Batman 2: DC Super Héroes. Su OVNI es comprable y se le puede encontrar en el Parque Robinson de Gotham. Cuesta 500.000 Monedas. También fue mencionado por una Noticiera en un Noticiero de TV LEGO.

## Otros personajes
- Bruce Wayne
- Alfred
- Preso de Arkham Asylum
- Paciente de Arkham Asylum
- Secuaz del Joker
- Secuaz de Dos Caras
- Guardia
- Harley Quinn
- Azrael
- Batgirl
- Bizarro
- Black Adam
- Canario Negro
- Manta Negra
- Máscara Negra
- Brainiac
- Capitán Boomerang
- Señor Frío
- Clark Kent
- Cara de Barro
- Comisario Gordon
- Damian Wayne
- Deadshot
- Deathstroke
- Pescador
- Diana Prince
- Matón de Sr. Frío
- General Zod
- Gorila Grodd
- Flecha Verde
- Chica Halcón
- Hombre Halcón
- Matón del Joker
- Huntress
- Silencio
- Katana
- Cocodrilo Asesino
- Polilla Asesina
- Lady Shiva
- LexBot
- Matón de Lex Luthor
- Guardaespaldas de Lex Luthor
- Piloto de Lex Luthor
- Lois Lane
- Lucius Fox
- El Sombrerero Loco
- Man-Bat
- Detective Marciano
- Secuaz de Sr. Frío
- Sr. Zsasz
- Nightwing
- Matón del Pingüino
- Matón de Hiedra Venenosa
- Oficial de Policía
- Ra's Al Ghul
- Capucha Roja(Jason Todd)
- Red Robin
- Secuaz del Acertijo
- Matón del Espantapájaros
- Guardia de Seguridad
- Sinestro
- Superboy (Kon-El)
- Supergirl
- Talia Al Ghul
- Tim Drake
- El Pingüino
- El Espantapájaros
- Vicki Vale
- Vixen
- Zatanna

## Paquetes DLC
Los paquetes DLC o paquetes de contenido descargable son códigos que pueden ser canjeados en las tiendas virtuales de algunas consolas de videojuegos que desbloquean características únicas en los videojuegos.
Estos venían como regalo al preordenar el juego, pero para compradores posteriores se podían comprar en línea con un costo de $3 dólares cada uno.
```
Existen 2 paquetes 
DLC
 para este videojuego y solo se encuentran disponibles en 
Xbox 360
 y en 
PS3
. Los paquetes desbloquean 5 personajes cada uno, los paquetes son:
```

DLC 5 Hero Pack (Paquete DLC 5 Héroes)
Este paquete contiene a los héroes :
- Damian Wayne : Usa los trajes de Robin, tiene un gancho, usa batarangs.
- Nightwing : Usa 2 palos de Escrima, usa batarangs, tiene un gancho, tiene la habilidad de luchar acrobáticamente y la habilidad de usar los trajes de Robin.
- Shazam : Puede volar, puede crear un rayo (poder similar a la visión de calor de Superman), puede construir a gran velocidad, tiene super fuerza, puede viajar a través de barreras eléctricas, tiene invulnerabilidad.
- Katana : usa katanas como armas, tiene la habilidad de luchar acrobáticamente.
- Zatanna : Puede volar y ataca con trucos de magia.

DLC 5 Villains Pack (Paquete DLC 5 villanos)
Este paquete contiene a los villanos :
- Bizarro : Puede volar, tiene aliento congelante, tiene super aliento, tiene visión de calor, tiene super fuerza, tiene visión de rayos x, tiene invulnerabilidad, puede construir a gran velocidad.
- Black Adam : Puede volar, puede crear un rayo (poder similar a la visión de calor de Superman), puede construir a gran velocidad, tiene super fuerza, puede viajar a través de barreras eléctricas, tiene invulnerabilidad.
- Capitán Frío : Puede congelar agua y enemigos.
- Gorila Grodd : Tiene super fuerza.
- Black Manta : Tiene visión de calor, tiene como arma un pescado, puede sumergirse en el agua, tiene super fuerza.

## Vehículos
- Batimóvil
- Bat Pod
- Bati Tanque
- Redbird (Moto de Robin)
- Catwoman Moto
- Camión de Harley Quinn

Al final de cada misión el minikit es un vehículo que se puede utilizar

## Misiones
Lego Batman 2: Dc Super Heroes consta de 15 niveles.

## Recepción
El juego recibió críticas positivas con los críticos que alaban su juego refinado, historia, y la actuación de voz, a pesar de que fue criticado por algunos fallos técnicos menores y esporádicos. Gameinformer le dio un 8,25. El juego tiene un 79 en Metacritic para la versión de Xbox 360 y un 81 para la versión de PS3.

## Película
Warner Bros confirmó una película llamada Lego Batman The Movie: DC Super Heroes Unite que sería estrenada en mayo de 2013.